# Apachernes Dronning
Apachernes Dronning (originaltitel Shadows of Paris) er en amerikansk stumfilm fra 1924 instrueret af Herbert Brenon.

## Medvirkende
- Pola Negri som Claire
- Charles de Rochefort som Fernand
- Huntley Gordon som Raoul Grammont
- Adolphe Menjou som Georges de Croy
- Gareth Hughes som Emile Boule
- Vera Reynolds som Liane
- Rose Dione som Boule
- Rosita Marstini som Vali